# Marino Bloudek
Marino Bloudek (* 18. Juli 1999 in Virovitica) ist ein kroatischer Leichtathlet, der sich auf den Mittelstreckenlauf spezialisiert hat. Aktuell ist er Inhaber des Landesrekordes im 800-Meter-Lauf.

## Sportliche Laufbahn
Erste internationale Erfahrungen sammelte Marino Bloudek im Jahr 2015, als er bei den Jugend-Balkan-Meisterschaften in Sremska Mitrovica in 4:04,80 min die Silbermedaille im 1500-Meter-Lauf gewann. Anschließend siegte er beim Europäischen Olympischen Jugendfestival (EYOF) in Tiflis in 1:53,76 min im 800-Meter-Lauf. Im Jahr darauf erreichte er bei den erstmals ausgetragenen Jugendeuropameisterschaften ebendort das Halbfinale über 800 Meter, kam dort aber nicht ins Ziel. 2017 gewann er bei den U20-Balkan-Hallenmeisterschaften in Istanbul in 1:52,61 min die Silbermedaille und siegte mit der kroatischen 4-mal-400-Meter-Staffel in 3:16,40 min. Im Juli gewann er dann bei den U20-Europameisterschaften in Grosseto in 1:48,70 min über 800 Meter. Im Jahr darauf siegte er in 1:51,66 min bei den U20-Balkan-Hallenmeisterschaften in Sofia und gelangte kurz darauf bei den Balkan-Hallenmeisterschaften in Istanbul mit 1:50,49 min auf Rang vier. Im Juli schied er bei den U20-Weltmeisterschaften in Tampere mit 1:48,20 min im Halbfinale aus.
2021 belegte er bei den Balkan-Meisterschaften in Smederevo in 1:52,89 min den elften Platz über 800 Meter und im Jahr darauf gewann er bei den Balkan-Meisterschaften in Craiova in 3:42,55 min die Silbermedaille über 1500 Meter hinter dem Armenier Jerwand Mkrttschjan und über 800 Meter gelangte er mit 1:48,80 min auf Rang fünf. Im Dezember erreichte er bei den Crosslauf-Europameisterschaften in Turin nach 19:04 min Rang 13 in der Mixed-Staffel. 2023 kam er bei den Halleneuropameisterschaften in Istanbul mit 1:49,41 min nicht über den Vorlauf über 800 Meter hinaus. Im Mai siegte er in 1:47,48 min beim Pfingstsportfest Rehlingen sowie anschließend in 1:46,38 min bei der Hungarian GP Series – Budapest. Im Juni wurde er bei der 2. Liga der Team-Europameisterschaft im Rahmen der Europaspiele in Chorzów in 1:47,11 min Erster und gewann dann bei den Balkan-Meisterschaften in Kraljevo in 1:48,56 min die Silbermedaille hinter dem Türken Salih Teksöz. Im August kam er bei den Weltmeisterschaften in Budapest mit 1:46,63 min nicht über den Vorlauf hinaus. Im Jahr darauf belegte er bei den Balkan-Hallenmeisterschaften in Istanbul in 1:48,64 min den fünften Platz über 800 Meter und gewann mit der kroatischen 4-mal-400-Meter-Staffel in 3:23,69 min die Silbermedaille hinter dem türkischen Team. Anschließend schied er bei den Hallenweltmeisterschaften in Glasgow mit 1:49,97 min im Vorlauf aus. Ende Mai siegte er in 1:48,35 min bei den Balkan-Meisterschaften in Izmir. Kurz darauf schied er bei den Europameisterschaften in Rom mit 1:47,16 min im Halbfinale aus.
2025 erreichte er bei den Halleneuropameisterschaften in Apeldoorn das Semifinale über 800 Meter und schied dort mit 1:46,57 min aus. Zuvor verbesserte er in Ostrava den kroatischen Hallenrekord über diese Distanz auf 1:46,15 min und löste damit Milovan Savić als Rekordhalter ab. In der Freiluftsaison stellte bei seinem ersten Rennen mit 1:45,15 min ebenfalls einen neuen Landesrekord auf und löste Savić ab. Ende Juni wurde er bei der 2. Liga der Team-Europameisterschaft in Maribor in 1:46,22 min Erster und anschließend lief er in Madrid die 800 Meter in 1:44,01 min und konnte sich somit erneut deutlich steigern. Daraufhin siegte er bei den Balkan-Meisterschaften in Volos in 1:45,55 min und verbesserte damit den Meisterschaftsrekord von Luciano Sušanj aus dem Jahr 1971.
In den Jahren von 2016 bis 2018 sowie von 2021 bis 2025 wurde Bloudek kroatischer Meister im 800-Meter-Lauf sowie 2022 auch über 1500 Meter und 2025 in der Distanzstaffel sowie über 4-mal 400 Meter. Zudem wurde er 2017 und 2018 sowie 2023 und 2024 Hallenmeister über 800 Meter und 2024 auch über 1500 Meter. 2025 wurde er Hallenmeister in der Mixed-Staffel über 4-mal 400 Meter sowie in der Männerstaffel über 4-mal 800 Meter.

## Persönliche Bestleistung
- 600 Meter: 1:15,89 min, 11. September 2024 in Karlovac
- 800 Meter: 1:44,01 min, 19. Juli 2025 in Zagreb (kroatischer Rekord)
  - 800 Meter (Halle): 1:46,15 min, 4. Februar 2025 in Ostrava (kroatischer Rekord)
- 1000 Meter: 2:17,02 min, 8. September 2024 in Zagreb (kroatischer Rekord)
  - 1000 Meter (Halle): 2:19,55 min, 21. Januar 2025 in Zagreb (kroatischer Rekord)
- 1500 Meter: 3:41,56 min, 25. August 2024 in Tampere
  - 1500 Meter (Halle): 3:49,29 min, 5. Februar 2022 in Zagreb